# Ormbunksmyg
Ormbunksmyg (Oreoscopus gutturalis) är en fågel i familjen taggnäbbar inom ordningen tättingar.

## Utbredning och systematik
Fågeln förekommer i den fuktiga tropiska zonen i nordöstra Queensland. Den placeras som enda art i släktet Oreoscopus. 

## Status
IUCN kategoriserar arten som starkt hotad.